# Val-de-Sos
Val-de-Sos – gmina we Francji, w regionie Oksytania, w departamencie Ariège. W 2013 roku liczba ludności wynosiła 712 mieszkańców. 
Gmina została utworzona 1 stycznia 2019 roku z połączenia czterech ówczesnych gmin: Goulier, Sem, Suc-et-Sentenac oraz Vicdessos. Siedzibą gminy została miejscowość Vicdessos. 